# These Days
| 전문가 평가                   | 전문가 평가 |
| 평가 점수                     | 평가 점수   |
| 출처                          | 점수        |
| ----------------------------- | ----------- |
| AllMusic                      | [ 1 ]       |
| Entertainment Weekly          | D           |
| Q                             | [ 1 ]       |
| Rolling Stone                 | [ 3 ]       |
| The Rolling Stone Album Guide | [ 4 ]       |

《These Days》는 1995년 6월 27일, 머큐리 레코드가 발매한 미국의 록 밴드 본 조비의 여섯 번째 스튜디오 음반이다. 본 조비가 2016년 공식적으로 그를 대신할 휴 맥도널드로 비공식 교체된 오리지널 베이시스트 알렉 존 수치의 해임 이후 발매한 첫 음반이다. 피터 콜린스, 존 본 조비, 리치 샘보라 등이 프로듀싱한 이 음반은 많은 비평가들과 팬들로부터 최고의 음반이라는 찬사를 받고 있다. 《These Days》는 전체적으로 어두운 색상의 음반으로, 이 밴드의 평소 브랜드인 기분 좋고 영감을 주는 록 노래와 러브 발라드와는 대조적이다.
발매 당시 이 음반은 특히 유럽과 아시아 시장에서 큰 상업적 성공을 거두었다. 이 음반은 호주와 영국에서 다섯 번째와 네 번째 연속 1위 음반이 되었다. 영국에서, 《These Days》는 마이클 잭슨의 음반 《HIStory》를 영국 음반 차트 1위로 대체했고, 4주 연속 1위를 차지했다. 이 음반은 영국 싱글 차트에서 4개의 톱 10 싱글을 탄생시켰으며, 이 싱글은 영국에서 한 음반에서 가장 많은 톱 10 싱글을 탄생시켰다. 유럽에서 이 음반의 높은 판매량은 원래 발매 1년 후 《These Days》 스페셜 에디션이라는 이름으로 이 음반의 재발행을 보증했다. 이 음반은 《Q》 매거진의 "1995년 톱 50 음반" 목록에서 2위에 올랐다. 이 음반은 1995년 영국 잡지 《케랑!》의 독자 투표에서도 올해의 음반으로 선정되었다. 2006년, 이 음반은 《클래식 록》 & 《메탈 해머》의 "90년대 가장 위대한 음반 200장"에 수록되었다. 미국에서는 미국 음반 산업 협회의 100만 장 판매와 플래티넘 인증을 받았음에도 불구하고 음반은 해외보다 성공적이지 못했고 이 음반은 빌보드 200에서 9위로 정점을 찍었다.

## 배경
1993년 12월에 Keep the Faith Tour가 끝났을 때, 존 본 조비는 1994년 1월에 휴가를 떠나 음반의 첫 곡인 〈Something to Believe In〉을 작곡했다. 이후 9개월 동안 존 본 조비와 리치 샘보라는 40곡을 작곡하고 데모했다. 이 음반은 원래 1994년 4분기에 발매될 예정이었지만, 그들은 추가 자료를 쓸 시간을 더 달라고 요청했다. 이 때문에 1994년 10월 두 개의 신곡이 수록된 첫 번째 최고의 히트 음반인 《Cross Road》를 발매했다.

## 곡 목록
| #   | 제목                                   | 작사·작곡                        | 재생 시간 |
| --- | -------------------------------------- | -------------------------------- | --------- |
| 1.  | 〈Hey God〉                            | 존 본 조비, 리치 샘보라          | 6:03      |
| 2.  | 〈Something for the Pain〉             | 본 조비, 샘보라, 데스몬드 차일드 | 4:46      |
| 3.  | 〈This Ain't a Love Song〉             | 본 조비, 샘보라, 차일드          | 5:06      |
| 4.  | 〈These Days〉                         | 본 조비, 샘보라                  | 6:26      |
| 5.  | 〈Lie to Me〉                          | 본 조비, 샘보라                  | 5:34      |
| 6.  | 〈Damned〉                             | 본 조비, 샘보라                  | 4:35      |
| 7.  | 〈My Guitar Lies Bleeding in My Arms〉 | 본 조비, 샘보라                  | 5:42      |
| 8.  | 〈(It's Hard) Letting You Go〉         | 본 조비                          | 5:50      |
| 9.  | 〈Hearts Breaking Even〉               | 본 조비, 차일드                  | 5:05      |
| 10. | 〈Something to Believe In〉            | 본 조비                          | 5:25      |
| 11. | 〈If That's What It Take〉             | 본 조비, 샘보라                  | 5:17      |
| 12. | 〈Diamond Ring〉                       | 본 조비, 샘보라, 차일드          | 3:46      |

## 인증
| 국가                                                  | 인증        | 판매량/출하량 |
| ----------------------------------------------------- | ----------- | ------------- |
| 오스트레일리아 (ARIA)                                 | 플래티넘    | 70,000^       |
| 오스트리아 (IFPI 오스트리아)                          | 플래티넘    | 50,000*       |
| 벨기에 (BEA)                                          | 골드        | 25,000*       |
| 캐나다 (뮤직 캐나다)                                  | 2× 플래티넘 | 200,000^      |
| 핀란드 (Musiikkituottajat)                            | 플래티넘    | 64,725        |
| 프랑스 (SNEP)                                         | 2× 골드     | 200,000*      |
| 독일 (BVMI)                                           | 골드        | 250,000^      |
| 일본 (RIAJ)                                           | 밀리언      | 1,200,000     |
| 라트비아 (LaMPA)                                      | 골드        | 4,000*        |
| 네덜란드 (NVPI)                                       | 플래티넘    | 100,000^      |
| 뉴질랜드 (RMNZ)                                       | 골드        | 7,500^        |
| 스페인 (PROMUSICAE)                                   | 2× 플래티넘 | 200,000^      |
| 스위스 (IFPI 스위스)                                  | 플래티넘    | 50,000^       |
| 영국 (BPI)                                            | 4× 플래티넘 | 1,200,000^    |
| 미국 (RIAA)                                           | 플래티넘    | 1,000,000^    |
| 요약                                                  |             |               |
| 유럽 (IFPI)                                           | 4× 플래티넘 | 4,000,000*    |
| *판매량을 기반으로 한 인증 ^출하량을 기반으로 한 인증 |             |               |